# مار شاخه‌انگوری
مار نرم‌ساقه‌ای یا مار شاخه‌انگوری (نام علمی: Ahaetulla nasuta) یا مار شلاقی دماغ‌دراز گونه‌ای مار درختی لاغر از تیره قمچه‌ماران است که در هند، سری‌لانکا، میانمار، تایلند، کامبوج و ویتنام یافت می‌شود.
این مار را نباید با مار شاخه‌انگوری سبز که بومی قاره آمریکاست، اشتباه گرفت.

## نگارخانه

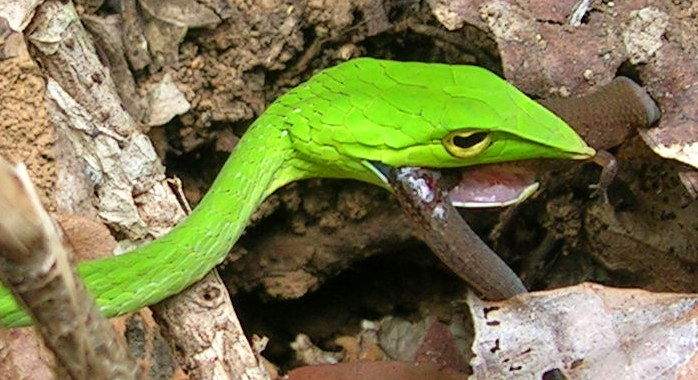
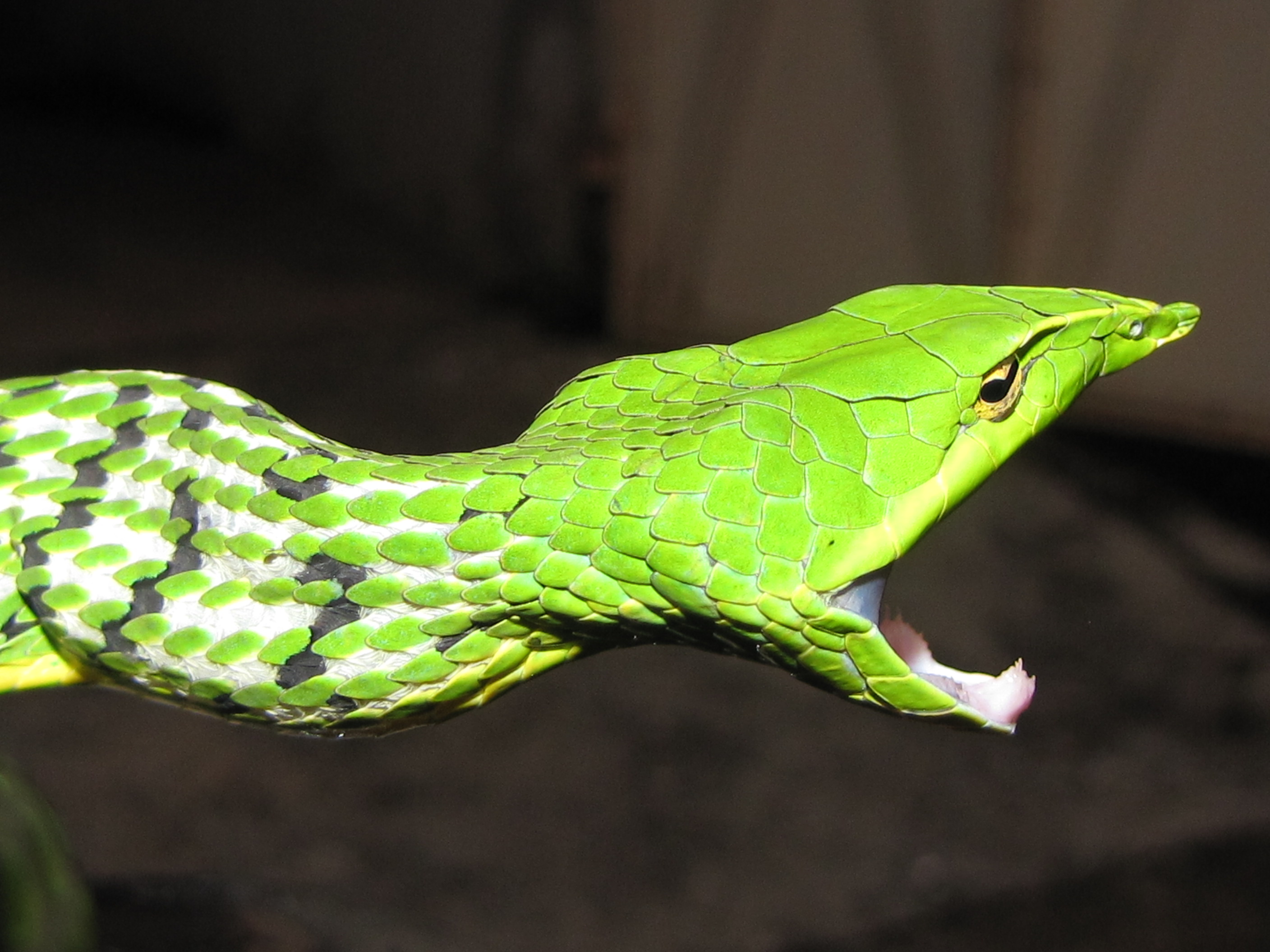
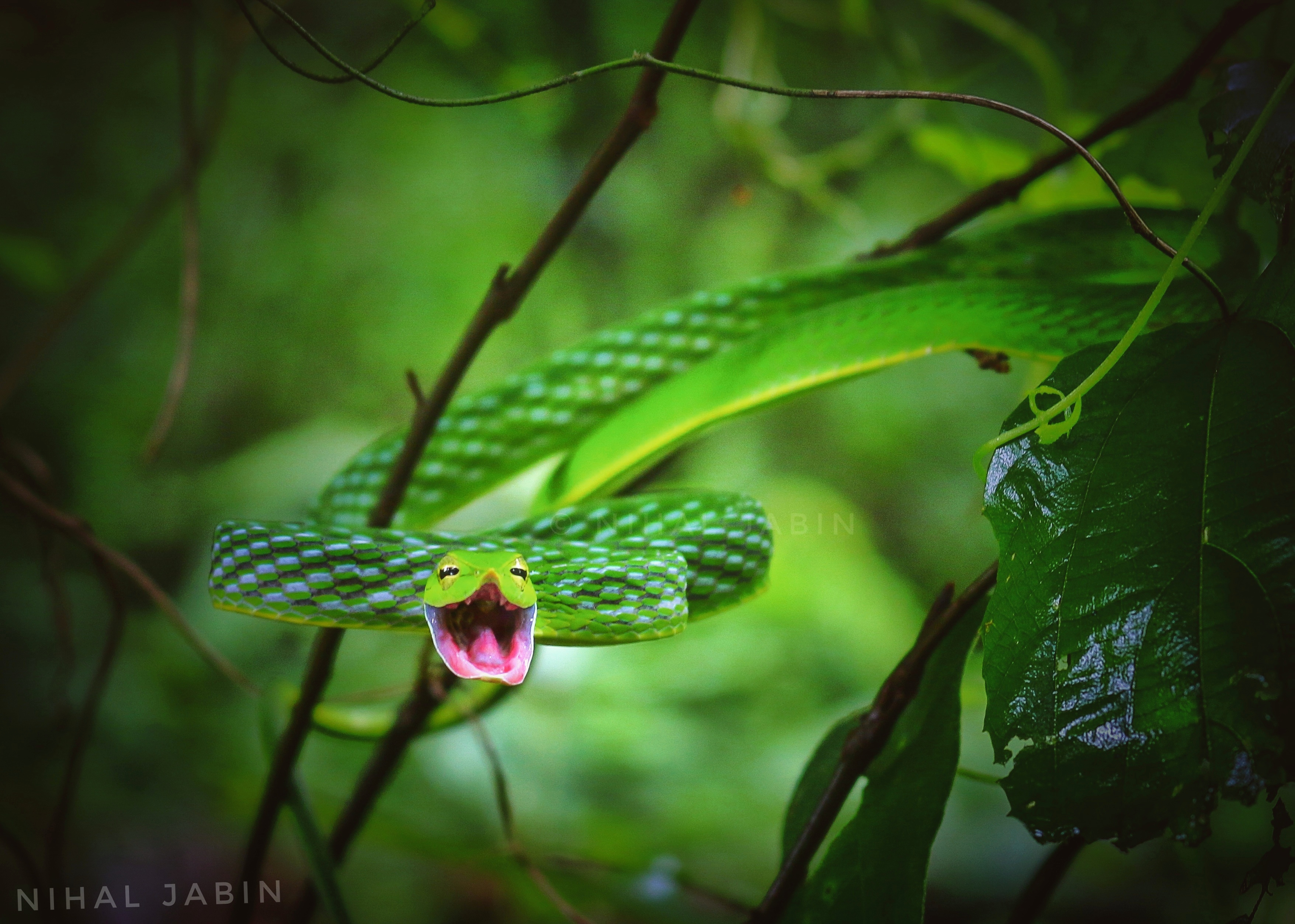
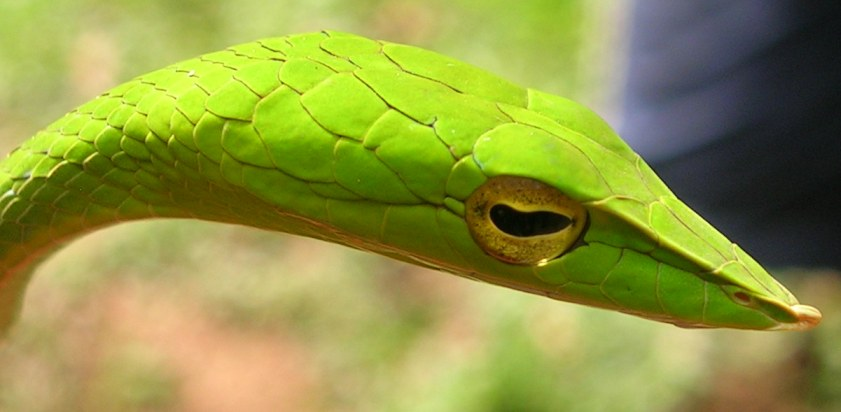
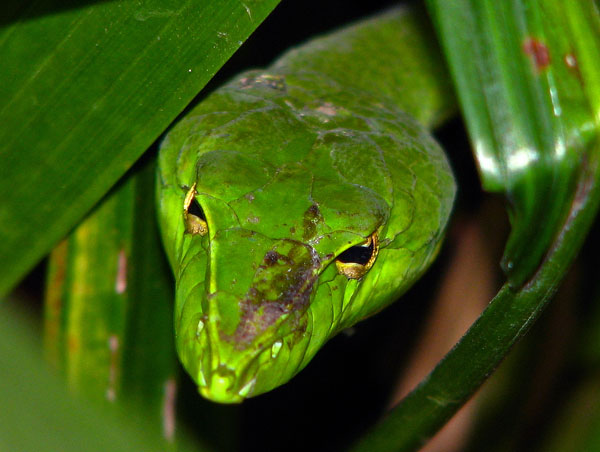